# The House of Yes
Pour plus de détails, voir Fiche technique et Distribution.
The House of Yes ou Drôle de maisonnée au Québec est un film américain réalisé par Mark Waters et sorti en 1997.

## Synopsis
Une jeune femme se prenant pour Jackie Kennedy entre dans une folie meurtrière quand elle apprend que son frère est fiancé.

## Fiche technique
- Titre : The House of Yes
- Réalisation : Mark Waters
- Scénario : Mark Waters d'après al pièce de théâtre de Wendy MacLeod
- Musique : Rolfe Kent
- Photographie : Michael Spiller
- Montage : Pamela Martin
- Production : Beau Flynn et Stefan Simchowitz
- Société de production : Bandeira Entertainment et Spelling Films
- Société de distribution : Cipa (France) et Miramax (États-Unis)
- Pays :  États-Unis
- Genre : Comédie noire
  -  États-Unis : 10 octobre 1997
  -  France : 24 mai 2000

## Distribution
- Parker Posey : « Jackie-O » Pascal
- Josh Hamilton (VF : Éric Herson-Macarel) : Marty Pascal
- Tori Spelling : Lesly
- Freddie Prinze, Jr. (VF : Patrick Mancini[1]) : Anthony Pascal
- Geneviève Bujold : Mme Pascal
- Rachael Leigh Cook : « Jackie-O » jeune